# Первомайский Посёлок (Кореличский район)
Первомайский Посёлок (бел. Першама́йскі Пасёлак; до 1948 года — Кащица (бел. Ка́шчыца) — деревня в Кореличском районе Гродненской области Белоруссии. В составе Еремичского сельсовета.

## География
Пролегает дорога Н-6192.
Ближайшие населённые пункты Большая Обрина, Браносово, Долгиново, Лядки, Малая Обрина, Турец и др.

### Гидрография
Канава Пана Обринского.

## Этимология
Поселок Первомайский (Первомайская) Кореличского района до 1948 года назывался Обрынь (Обрина).
В 2008 году название деревни, ранее употреблявшееся под вариантами Первомайский, Первомайская, было уточнено как Первомайский Посёлок.

## История
В 1909 году в Еремичской волости Новогрудского уезда Минской губернии.

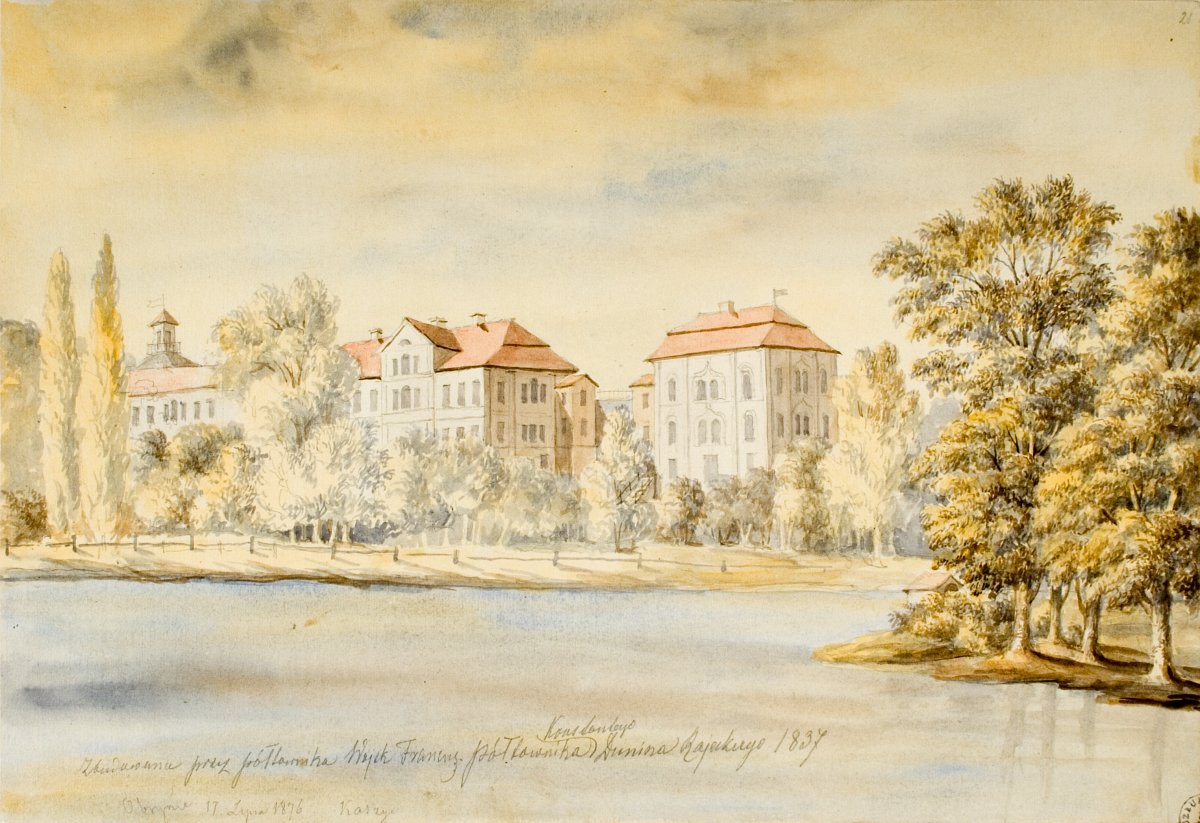
Дворец на картине Н. Орды, 1876

## Население

### Численность
- 2009 год — 31 жителей

### Динамика
- 1909 год — 55 жителей, 5 дворов (имение Обрина)[3]
- 2009 год — 31 жителей (перепись населения)[3]

## Достопримечательность
- Дворцово-парковый ансамбль[4] — памятник дворцово-парковой архитектуры XIX в.
- Часовня-усыпальница Кашицей.

Усадьба в Обрине, которая существовала в XIX — первой половине XX вв. Построена в 1837 году на берегу реки Обринка. Принадлежала роду Обринских, потом — Кащицев.
- Захоронения погибших участников восстания 1863 года.